# Mayer Péter
Mayer Péter (Miskolc, 1978. október 18. –) jégkorongozó, edző.

## Pályafutása
A Testnevelési Egyetemen jégkorong-szakedzői és rekreációirányító szakemberi diplomát szerzett.
Korosztályos válogatott játékosként, kerettagja volt az ifi és a junior válogatottaknak is. 2007-ig játszott a Miskolci Jegesmedvéknél. 2001-ben a Miskolci Jegesmedvék felnőtt csapatával Magyar Kupa 3. helyét szerezték meg.
Edzőként az FTC ifjúsági csapatával az osztrák bajnokságban is szerepelt. 2000-től edző a miskolci sportiskolában, ahol az U12-es, az U14-es és az U16-os korosztályokkal dolgozik. 2005 márciusától az U16-os jégkorong-válogatott edzője.
A két éve létrejött miskolci női jégkorong csapattal 2008 februárjától foglalkozik.
A 2009-ben megrendezett Magyar Kupa négyes döntőjében a Mayer vezetésével bronzérmet szereztek a Miskolci Jegesmedvék. 2010-ben a Magyar Jégkorong Szövetség a legjobb utánpótlás edzőnek járó Séra Miklós díjat az U18-as válogatott szakmai stábjának ítélte, melynek Mayer is a tagja.